# Riom
Riom é uma comuna francesa na região administrativa de Auvérnia-Ródano-Alpes, no departamento Puy-de-Dôme. Estende-se por uma área de 31,96 km². Em 2010 a comuna tinha 19 782 habitantes (densidade: 619 hab./km²).